# Anthomyia brasiliensis
Anthomyia brasiliensis este o specie de muște din genul Anthomyia, familia Anthomyiidae. A fost descrisă pentru prima dată de Albququerque în anul 1949. Conform Catalogue of Life specia Anthomyia brasiliensis nu are subspecii cunoscute.